# Nacionalni park Šumava
Nacionalni park Šumava (češ. Národní park Šumava) je nacionalni park u Južnoj Češkoj, na granici s Njemačkom i Austrijom. Nalazi se u češkom dijelu pograničnog prostora Češke, Njemačke i Austrije zvanog Češka šuma. Od 1990. godine to je zaštićeni biosferni rezervat UNESCO-a. Zaštićenim područjem je proglašen 27. prosinca 1963., a dana 20. ožujka 1991. godine i nacionalnim parkom.
Većina područja je pokrivena šumama smreke i bukve, planinskim livadama, rijekama i ledenim jezerima. Najviša točka nacionalnog parka je vrh Plechý, s 1.378 metara, a najniža točka je rijeka Otava, s 570 metara.